# Гнусово
Гнусово — деревня в Собинском районе Владимирской области России, входит в состав Копнинского сельского поселения.

## География
Деревня расположена в 11 км на север от центра поселения села Заречного и в 12 км на северо-запад от райцентра города Собинка.

## История
В конце XIX — начале XX века село входило в состав Копнинской волости Покровского уезда. В 1859 году в деревне числилось 8 дворов, в 1905 году — 14 дворов, в 1926 году — 42 хозяйств.
По данным на 1905 год при деревне лесная сторожка князя Оболенского и имения В.Я. и И. Я. Жаровых.
С 1929 года деревня входила в состав Ундольского сельсовета Собинского района, с 1965 года — в составе Копнинского сельсовета.

## Население
| 1859 | 1905 | 1926 | 2002 | 2010 | 2021 |
| ---- | ---- | ---- | ---- | ---- | ---- |
| 49   | ↘48  | ↗169 | ↘19  | ↗23  | ↘21  |